# Pouteria sapota
El mamey zapote (Pouteria sapota, también denominado Achras mammosa) es una especie arbórea de la familia de las sapotáceas. 

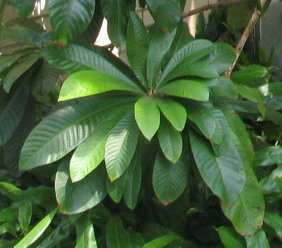
Detalle de las hojas

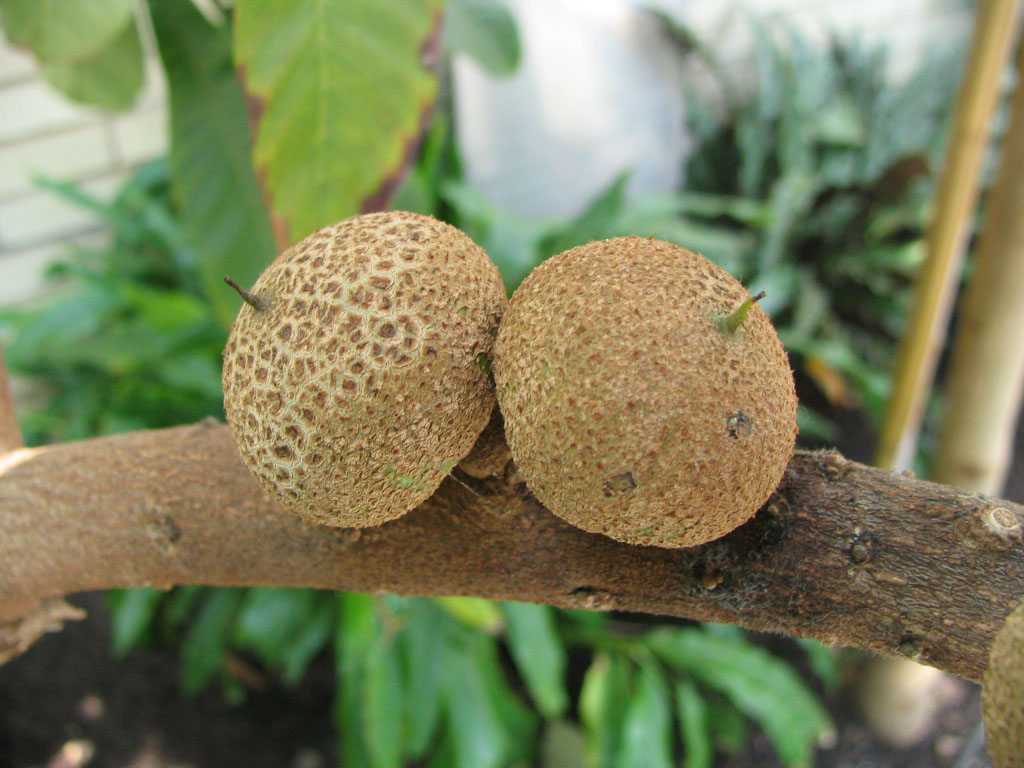
Frutos tiernos en el árbol

## Nombre y etimología
Mamey es una palabra que proviene del lenguaje taíno, hablado por los taínos, un pueblo precolombino de las Antillas y es una transformación de la palabra mamí.

## Clasificación y descripción
El árbol de mamey es ornamental, perenne, que puede alcanzar una altura de hasta 40 metros y un diámetro a la altura del pecho de más de 1 metro. El tronco es derecho y puede presentar contrafuertes. La corteza externa es fisurada y se desprende en pedazos rectangulares, de color gris parda a morena, con un grosor de 10 a 20 mm. Las hojas están dispuestas en espiral, aglomeradas en las puntas de las ramas, simples. Las flores son solitarias, aglomeradas en las axilas de hojas caídas, cáliz verde pardusco con numerosos sépalos obtusos. La corola es de color crema verdoso, de forma alargada y superficie lustrosa, de color negro o café. Los frutos son bayas de hasta 20 cm de largo, ovoides, de color moreno rojizos y textura áspera. El mesocarpio es dulce, carnoso, de color naranja a rojizo, con pequeñas cantidades de látex cuando está inmaduro. Generalmente contiene una semilla de hasta 10 cm de largo, elipsoide, y color negra a morena oscura.
Como la mayoría de árboles frutales, se propaga principalmente por injerto, lo que asegura que la nueva planta tiene las mismas características que el padre, sobre todo su fruto; el cual es comestible. También es considerablemente más rápido que el cultivo de árboles por la semilla.

## Distribución
Su origen exacto es difícil de determinar, ya que desde antes de la llegada de los europeos ya se cultivaba a lo largo de América tropical. Probablemente su área de distribución natural se extiende del sur de México hasta Nicaragua, Belice y norte de Honduras.
En México, las zonas originales de distribución es probable que hayan sido en Veracruz, Tabasco y norte de Chiapas, sin embargo, actualmente se encuentra en todos los estados del sur de México. Es cultivada desde Florida (Estados Unidos) hasta Brasil y Cuba. También ha sido Introducida a las Filipinas, Indonesia, Malasia y Vietnam.
En la región Caribe colombiana también se cultiva. La fruta se conoce con el nombre de zapote costeño, en Colombia.
Está relacionado con la zapotilla o chicozapote que es el fruto del chicle (Manilkara zapota), con el caimito (Pouteria caimito) y con el canistel (Pouteria campechiana), pero no lo está con el zapote negro (Diospyros nigra) ni con el zapote blanco (Casimiroa edulis). Tampoco se debe confundir con el mamey amarillo (Mammea americana).

## Hábitat
Las especies son árboles o arbustos, principalmente de la selva tropical perennifolia y subperennifolia, húmeda. La planta crece y desarrolla mejor, en regiones de 0 a 800 m s. n. m., aunque se adapta bien hasta los 1 400 m, con temperaturas medias de 24 °C, máximas de 37 °C y mínimas de 15 °C, con precipitaciones de 800 hasta 4 000 mm. Prefiere suelos franco arenosos, profundos, arcillosos y fértiles, con pH de 5.5 a 6.5. La especie no tolera suelos con mal drenaje o donde la capa freática es muy alta, bajas temperaturas ni periodos prolongados de sequía, que induce la caída de hojas. La regeneración natural es escasa, aparentemente debido a la depredación de las semillas por animales silvestres, en particular el jabalí.

## Estado de conservación
Es una planta que se encuentra ampliamente distribuida en su lugar de origen, del sur de México hasta Guatemala y Belice, se encuentra tanto de forma silvestre como cultivada.  No es una especie que se ubique en una categoría de acuerdo a la norma 059 de la Secretaría de Medio Ambiente y Recursos Naturales (SEMARNAT) de México, ni en la lista Roja de la IUCN.

## Usos
La fruta se come cruda o hecho en batidos, helados y barras de fruta. Puede ser utilizado para producir mermelada y jalea. Algunos consideran el fruto que es un afrodisíaco. Algunos productos de belleza utilizan la semilla oleaginosa prensada, también conocido como aceite de sapayul.
Nutrición
El fruto es una excelente fuente de vitamina B6 y vitamina C, y es una buena fuente de riboflavina, niacina, vitamina E, manganeso, potasio y fibra dietética. La investigación ha identificado varios nuevos carotenoides de la fruta madura.

## Plagas y enfermedades
La principal amenaza a la calidad de frutos proviene de la ovipostura de moscas de la fruta (Diptera: Tephritidae), las larvas se alimentan de la pulpa alrededor de la semilla, en áreas neotropicales la especie más importante es Anastrepha serpentina (Wiedemann). Esta mosca, conocida como la mosca del zapote, se especializa en plantas de Sapotaceae.

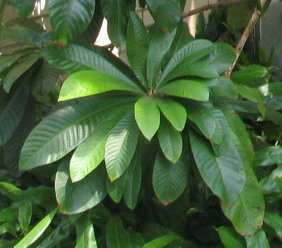
Hojas
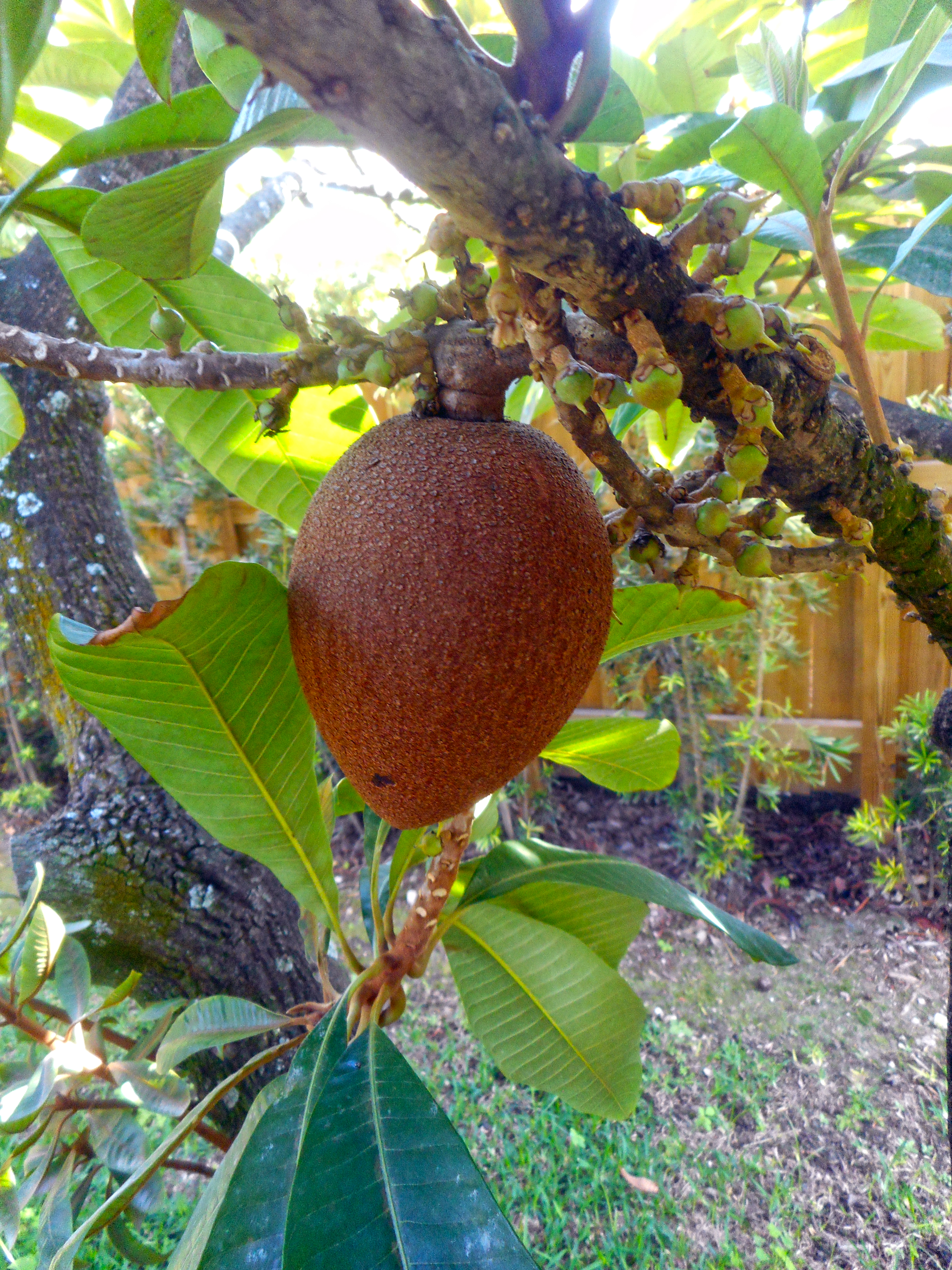
Fruta en rama
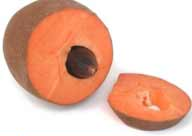
Fruta con semilla
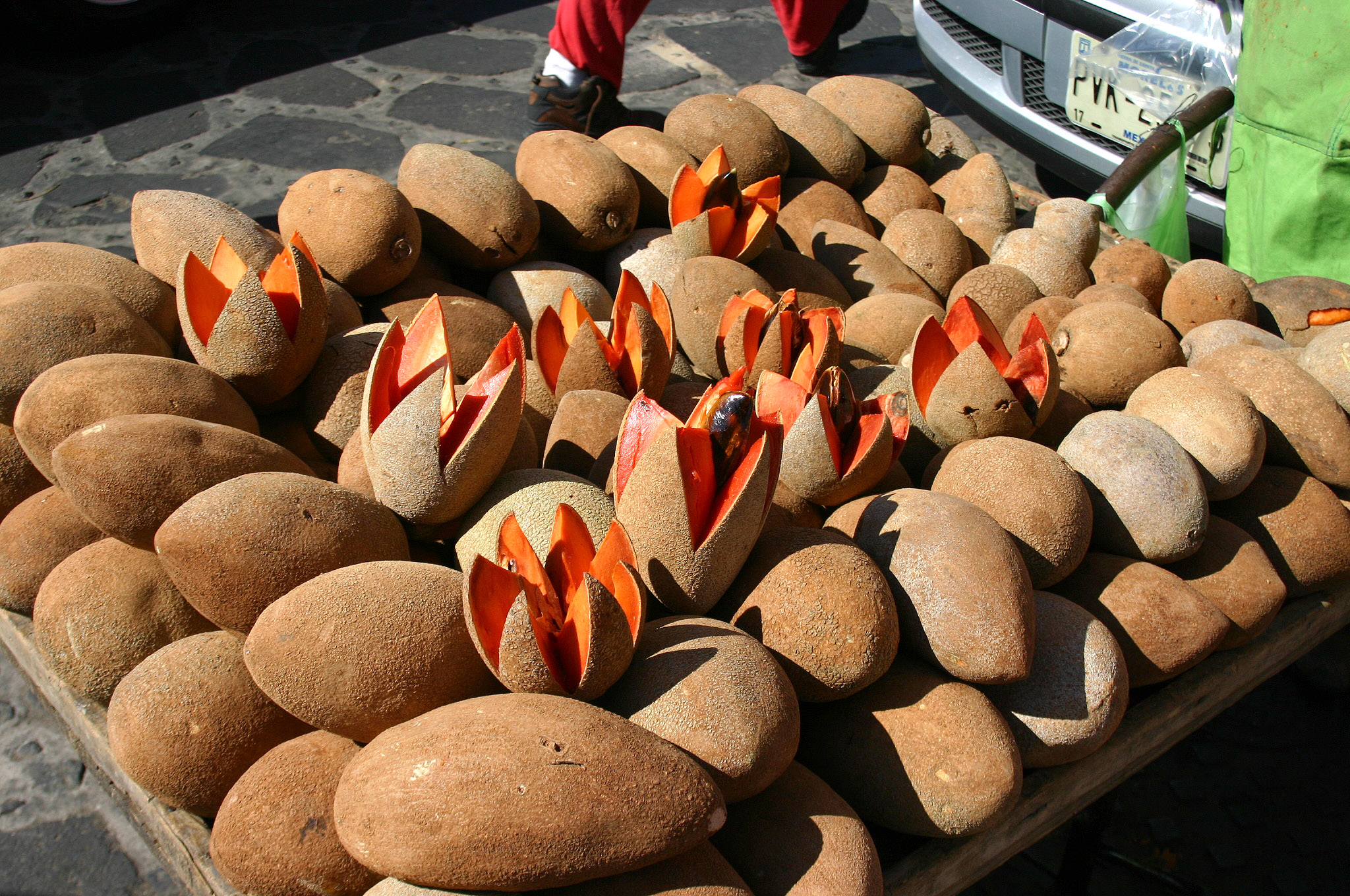
Fruta en venta en un mercado de Tepoztlán
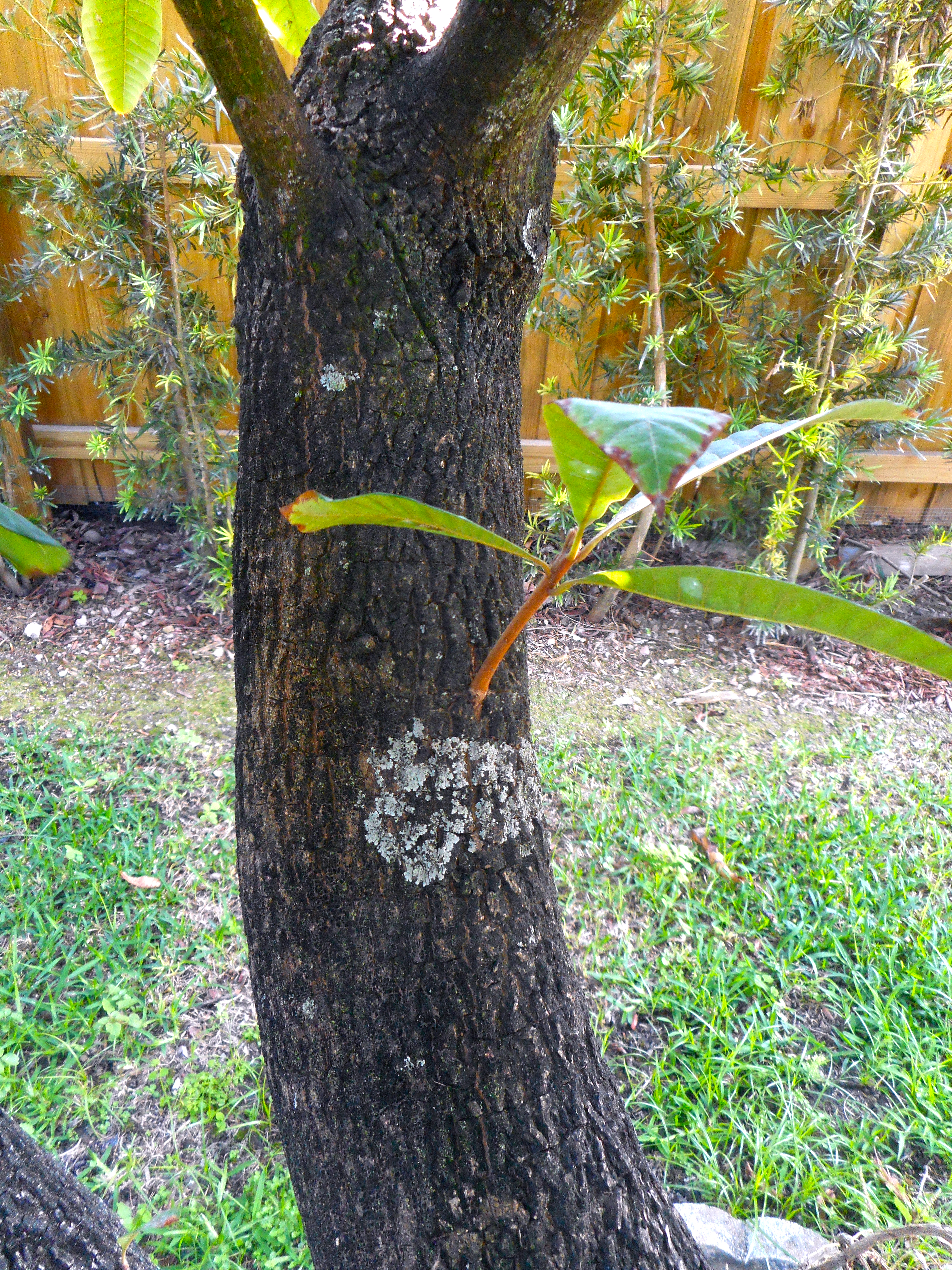
Corteza
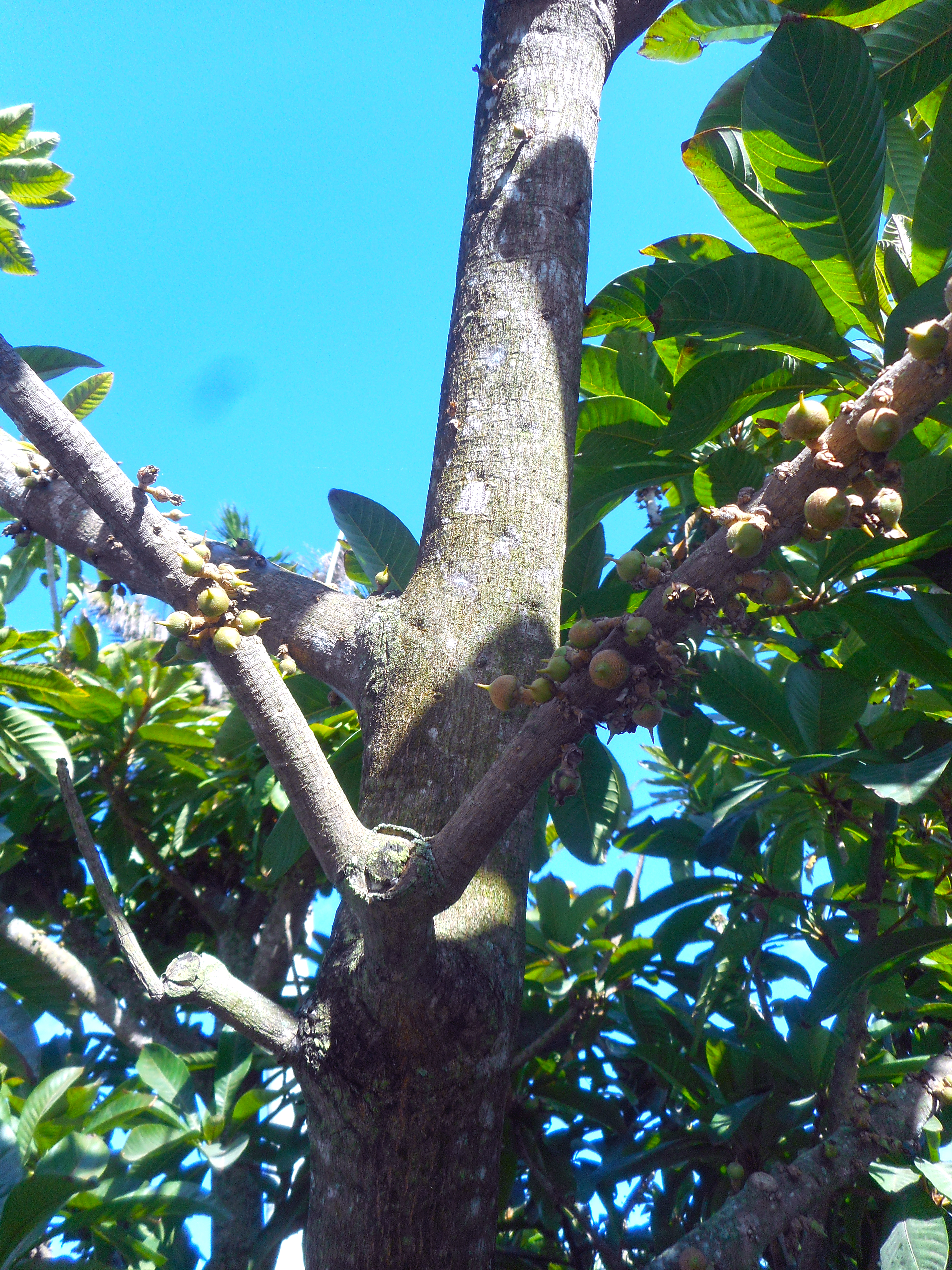
Frutas tiernas

## Taxonomía
La especie fue descrita inicialmente como Sideroxylon sapota por Nikolaus Joseph von Jacquin y publicado en Enumeratio Systematica Plantarum, quas in insulis Caribaeis 15, en 1760, actualmente, es tanto un sinónimo como el basónimo de esta. Finalmente, sería trasferida al género Pouteria por Harold Emery Moore y William Thomas Stearn en Taxon 16(5): 383, en 1967.

#### Etimología
Pouteria: nombre genérico latinizado del vocablo en lengua kariña (o lengua galibi) pourama-pouteri, usado por el pueblo Kali'na (antiguamente Galibi o Caribe) como nombre vernáculo para designar a la especie Pouteria guianensis en la Guayana Francesa.
sapota: epíteto que es una variación ortográfica proveniente del vocablo náhuatl tzápotl; "fruto de sabor dulce", y alude al nombre popular de la fruta.